# Sarah Mitton
Sarah Mitton (* 20. Juni 1996 in North York) ist eine kanadische Leichtathletin, die sich auf das Kugelstoßen spezialisiert hat. 2024 und 2025 wurde sie Hallenweltmeisterin und 2022 siegte sie bei den Commonwealth Games und bei den NACAC-Meisterschaften.

## Sportliche Laufbahn
Erste Erfahrungen bei internationalen Wettkämpfen sammelte Sarah Mitton 2015 bei den Panamerikanischen Juniorenmeisterschaften in Edmonton, bei denen sie mit 14,57 m den vierten Platz belegte. 2017 nahm sie erstmals an der Sommer-Universiade in Taipeh teil und erreichte dort mit 16,32 m Rang zehn. Zwei Jahre später siegte sie bei den Studentenweltspielen in Neapel mit 18,31 m und bei den Panamerikanischen Spielen in Lima wurde sie mit einem Stoß auf 17,62 m Sechste. Anschließend nahm sie an den Weltmeisterschaften in Doha teil, schied dort aber mit 17,24 m in der Qualifikation aus. 2020 siegte sie mit 18,84 m beim Sir Graeme Douglas International und im Jahr darauf nahm sie an den Olympischen Spielen in Tokio teil und verpasste dort aber mit 16,62 m den Finaleinzug. Im Februar 2022 stellte sie in New York mit 19,16 m einen neuen kanadischen Hallenrekord im Kugelstoßen auf und belegte anschließend bei den Hallenweltmeisterschaften in Belgrad mit 19,02 m den siebten Platz. Im Juni siegte sie mit 19,57 m beim Sollentuna GP und bei der Bauhaus-Galan wurde sie mit 19,90 m Zweite. Im Juli gelangte sie bei den Weltmeisterschaften in Eugene mit 19,77 m im Finale auf Rang vier und anschließend siegte sie mit 19,03 m bei den Commonwealth Games in Birmingham. Im August wurde sie beim Memoriał Kamili Skolimowskiej mit 19,44 m Dritte und daraufhin siegte sie bei den NACAC-Meisterschaften in Freeport mit neuem Meisterschaftsrekord von 20,15 m, ehe sie bei Weltklasse Zürich mit 19,56 m auf Rang zwei gelangte. In den Jahren von 2021 bis 2023 wurde Mitton kanadische Meisterin im Kugelstoßen.
2023 steigerte sie ihren eigenen Hallenrekord im Kugelstoßen auf 19,80 m und im Juni siegte sie mit 19,54 m bei den Bislett Games. Im August erreichte sie bei den Weltmeisterschaften in Budapest das Finale und gewann dort mit einer Weite von 20,08 m die Silbermedaille hinter der US-Amerikanerin Chase Ealey. Im September wurde er beim Memorial Van Damme mit 19,76 m Zweite und auch beim Prefontaine Classic wurde sie mit 19,94 m Zweite. Im November siegte sie mit 19,19 m bei den Panamerikanischen Spielen in Santiago de Chile. Im Jahr darauf blieb sie in der Halle ungeschlagen und siegte Anfang März mit 20,22 m knapp vor der Deutschen Yemisi Ogunleye bei den Hallenweltmeisterschaften in Glasgow. Im April wurde sie bei der Diamond League Shanghai mit 19,86 m Zweite und gelangte beim Meeting International Mohammed VI d’Athlétisme de Marrakesch mit 19,36 m auf Rang drei. Bei der Bauhaus-Galan wurde sie mit 19,98 m Zweite und siegte mit 20,15 m beim USATF New York City Grand Prix. Im August gelangte sie bei den Olympischen Sommerspielen in Paris mit 17,48 m im Finale auf Rang zwölf. Daraufhin wurde sie bei der Athletissima mit 19,52 m Dritte und sicherte sich mit dem Sieg beim Memorial Van Damme mit 20,25 m den Gesamtsieg in der Diamond League.
2025 verteidigte sie bei den Hallenweltmeisterschaften in Nanjing mit 20,48 m ihren Titel im Kugelstoßen.
In den Jahren von 2021 bis 2024 wurde Mitton kanadische Meisterin im Kugelstoßen.